# 嵐・竜巻・ハリケーン/恋の祭典にようこそ
「嵐・竜巻・ハリケーン/恋の祭典にようこそ」（あらし・たつまき・ハリケーン/こいのさいてんにようこそ）は、FRAMEから2014年3月5日に発売されたCOLORSのシングル。

## 概要
「嵐・竜巻・ハリケーン」は、テレビアニメ『イナズマイレブンGO ギャラクシー』・ニンテンドー3DS用ゲーム『イナズマイレブンGO ギャラクシー スーパーノヴァ』のエンディングテーマとして使用された。
「恋の祭典にようこそ」は、ニンテンドー3DS用ゲーム『イナズマイレブンGO ギャラクシー ビッグバン』のエンディングテーマとして使用された。
これまでのCOLORSの楽曲と同様に、ヘヴィメタル風の楽曲に仕上がっている。
同ユニットはリリース毎にメンバーが変わり、本作では北原沙弥香と小林ゆうが担当。なお、北原と小林は前作「ファッション☆宇宙戦士」のカップリング曲「誇り高き我らはここにいる」でコンビを組んでいる。

## シングルリリース
2014年3月5日にFRAMEからリリースされた。COLORSのシングルとしては「ファッション☆宇宙戦士」から4か月ぶりとなるサード・シングル。
初回限定盤(AVCD-55066B)と通常版(AVCD-55067)の計2種の仕様で発売された。これは「勝手にシンデレラ」以来となる発売形態である。いずれも初回製造分のみイナズマイレブンシリーズチェンジングジャケットが3種類中1種ランダムで封入。初回限定盤には「嵐・竜巻・ハリケーン」のPVを収録したDVDが同梱。

## シングル収録内容
| 全作詞: mildsalt、全作曲・編曲: Marty Friedman。 |                                               |          |                |      |
| #                                                | タイトル                                      | 作詞     | 作曲・編曲     | 時間 |
| 1.                                               | 「嵐･竜巻･ハリケーン」                        | mildsalt | Marty Friedman | 4:56 |
| 2.                                               | 「恋の祭典にようこそ」                        | mildsalt | Marty Friedman | 4:56 |
| 3.                                               | 「嵐･竜巻･ハリケーン（オリジナル･カラオケ）」 | mildsalt | Marty Friedman | 4:56 |
| 4.                                               | 「恋の祭典にようこそ（オリジナル･カラオケ）」 | mildsalt | Marty Friedman | 4:56 |
| 合計時間:                                        | 合計時間:                                     | 19:45    |                |      |

| #  | タイトル                                   | 作詞 | 作曲・編曲 |
| -- | ------------------------------------------ | ---- | ---------- |
| 1. | 「嵐･竜巻･ハリケーン」(ミュージックビデオ) |      |            |